# Wegerecht (Sachenrecht)
Das Wegerecht (in Grundbucheinträgen meist Geh- und Fahrrecht) ist im Sachenrecht das Recht von Rechtssubjekten, einen Gehweg oder Fahrweg auf fremdem Grund und Boden zwecks Durchgangs oder Durchfahrt nutzen zu dürfen.

## Allgemeines
Als Rechtssubjekte kommen natürliche Personen, Personenvereinigungen oder juristische Personen in Frage. Abgesehen vom Notwegerecht kann sich jemand im Privatrecht ein Wegerecht auf fremden Grundstücken oder grundstücksgleichen Rechten nur durch Einigung mit dem betroffenen Grundstückseigentümer verschaffen, denn der Herrschaftsbereich eines Grundstückseigentümers beginnt und endet an seiner Grundstücksgrenze. Wird ihm jedoch ein Wegerecht eingeräumt, so hat er das Recht, ein ihm nicht gehörendes Nachbargrundstück zu überqueren, um zum öffentlichen Straßennetz zu gelangen. Sind am Wegerecht ausschließlich Grundstückseigentümer beteiligt, so unterscheidet man zwischen herrschendem und dienendem Grundstück. Der Eigentümer des herrschenden Grundstücks ist als Rechtsinhaber vom Wegerecht begünstigt und darf ein fremdes Grundstück durchqueren. Das dienende Grundstück muss das Wegerecht dulden. Die Rechtsprechung charakterisiert das Wegerecht seit 1932 als wesentlichen Bestandteil des herrschenden Grundstücks.
Allgemein versteht man unter Wegerecht alle Rechtsnormen für den Straßen- und Wegebau, die Nutzung, Widmung und Benennung öffentlicher und privater Wege. Seit der Trennung der Rechtsgebiete gehört das Straßen- und Wegerecht dem Recht der öffentlichen Sachen an, während das Wegerecht im Privatrecht zum Nachbarrecht gehört. Es geht vom Grundsatz aus, dass Wege auf fremden Grundstücken nur durch Einigung mit dem Grundstückseigentümer errichtet werden können.

## Geschichte
Das römische Recht ging davon aus, dass Sachen (lateinisch res) den Personen (lateinisch personae) zu dienen (lateinisch servire) haben und regelte dies über Dienstbarkeiten (lateinisch servitutes). Diese unterteilten sich wiederum in Feldservituten (lateinisch iura praediorum rusticorum) und städtische Grunddienstbarkeiten (lateinisch iura praediorum urbanum). Zu den Feldservituten gehörten das Durchgangsrecht (lateinisch iter), das Viehtriebrecht (lateinisch actus), das diese Rechte umfassende und weitergehende Wegerecht (lateinisch via) sowie das Wasserleitungsrecht (lateinisch aquae ductus), aus dem sich das Lehnwort Aquädukt ableitet. Das Durchgangsrecht betraf das Recht, über ein fremdes Grundstück zu gehen (beladen oder ungeladen), Vieh darüber zu treiben, zu reiten oder sich durch Tragtiere tragen zu lassen. Das Wegerecht konnte auch die Befugnis enthalten, den Weg selbst anzulegen und zu pflegen. Auch das vom Wegerecht begünstigte herrschende Grundstück (lateinisch praedium dominans) und das dienende Grundstück (lateinisch praedium serviens) waren damals bekannt.
Aus dem Wegerecht gingen im Mittelalter die Wegezölle (lateinisch telonium viaticum) und die Maut (lateinisch passagium) hervor. Es bestand ein Straßenzwang, der die Benutzung bestimmter Straßen gegen die Entrichtung von Abgaben vorschrieb, das so genannte Wegeregal. Es ist das Recht des Staates über alle Wege innerhalb seines Staatsgebiets und entstand mit dem Erstarken der königlichen Vormachtstellung und der Reichsgewalt und drängte die bis dahin herrschende Allmende mit gleichberechtigter Wegenutzung durch alle Bürger zurück. So gewährte am 14. Mai 1316 der Kölner Erzbischof Heinrich II. von Virneburg der Stadt Xanten ein Wegzoll-Privileg, das von jedem ungeladenen Karren erhoben wurde. Am 11. Juli 1372 bewilligte Kaiser Karl IV. einen Wegzoll für Köln. Dieses Wegeregal ging in der frühen Neuzeit auf die Landesherren über.
Das Wegeregal bildete Lorenz von Stein zufolge den Übergang vom bloßen Wegerecht des Mittelalters zur Wegeverwaltung der neueren Zeit. An seine Stelle trat der Begriff der Wegehoheit. Der wachsende Handelsverkehr war zunehmend auf sichere und befestigte Straßen angewiesen. Im 18. Jahrhundert gab es erste Überlegungen zum Wert des Wegerechts. Das Allgemeine Preußische Landrecht (PrALR) vom Juni 1794 befasste sich lediglich mit den „Land- und Heerstraßen“, die von einer Landesgrenze zur anderen oder „von einer Stadt, von einem Post- und Zollamte, entweder zu einem anderen, oder zu Meeren und Hauptströhmen führen“ (II 15, § 1 APL). Ihr freier Gebrauch war jedermann gestattet (II 15, § 7 APL). In Frankreich führte Napoleon Bonaparte im Dezember 1811 ein bis heute bestehendes System von Nationalstraßen (französisch route nationale), Département- (französisch route départementale) und Gemeindestraßen (französisch chemins vicinaux) ein, das als Vorbild in ganz Europa galt. Preußen gestaltete das Wegerecht nach Provinzen, so dass 19 Wegerechtssysteme bestanden. Sachsen besaß seit 1891 eine Wegeordnung, 1905 folgte Westpreußen.

## Arten
Ein Wegerecht ist grundbuchrechtlich mit allen Arten der Dienstbarkeit durchsetzbar, und zwar als Grunddienstbarkeit (sie bezieht sich auf Grundstücke und nicht auf deren Eigentümer, § 1018 BGB), als beschränkte persönliche Dienstbarkeit (sie bezieht sich auf Personen, die nicht Grundstückseigentümer sein müssen, §§ 1090 ff.  BGB) oder als Nießbrauch (dieser bezieht sich auf Personen, die nicht Grundstückseigentümer sein müssen, § 1030 BGB). Das Notwegerecht bildet eine Sonderform (§ 917 BGB), wenn einem Grundstück die zu seiner ordnungsmäßigen Benutzung notwendige Verbindung mit einem öffentlichen Weg fehlt. Dann erhält der Notwegberechtigte zu Lasten eines Nachbargrundstücks ein Wegerecht kraft Gesetzes eingeräumt, notfalls auch ohne dessen Zustimmung durch Duldungsklage.

### Dingliches Wegerecht
Man unterscheidet bei den ins Grundbuch eingetragenen dinglichen Wegerechten zwischen den positiven und negativen Dienstbarkeiten:
- Positive Dienstbarkeit:
  - Wegerecht durch Ausübung einer Handlung: in Form eines Geh- und Fahrrechts auf einem fremden Grundstück. Sie gilt nicht nur für den Rechtsinhaber, sondern auch für dessen Gäste.[15] Die Handlung wird durch tatsächliches Begehen des Weges ausgeübt.
  - Wegerecht durch Betreiben einer Anlage: unter einer Anlage versteht man eine für eine gewisse Dauer bestimmte, von Menschenhand zur Benutzung des Grundstücks geschaffene Einrichtung.[16] Dazu gehören Rohrleitungen, Stromleitungen, Fernwärmeleitungen, Bauwerke (Überführung oder unterirdisch), Gleise, Weiderechte oder Freileitungsmasten.
- Negative Dienstbarkeiten berechtigen den Rechtsinhaber, bestimmte Handlungen auf dem dienenden Grundstück zu verbieten, so dass der Eigentümer des dienenden Grundstücks sie unterlassen muss. Inhalt können etwa nachbarliche Baubeschränkungen sein,[17] wonach die Lichtzufuhr oder Aussicht durch entsprechende nachbarschaftliche Bebauung sichergestellt werden muss. Die Unterlassung ist bereits durch die „Ausübung“ der negativen Dienstbarkeit erfüllt.

Dingliche Wegerechte sind durch Grundbucheinsicht für jeden erkennbar. Bei Wechsel des Grundstückseigentümers etwa durch Grundstücksverkauf bleiben diese Wegerechte erhalten.

### Schuldrechtliches und öffentlich-rechtliches Wegerecht
Neben diesen dinglichen Wegerechten gibt es auch noch das schuldrechtliche und das öffentlich-rechtliche Wegerecht, die nicht ins Grundbuch eingetragen werden können. Das schuldrechtliche Wegerecht hat gegenüber den eintragungsfähigen dinglichen Wegerechten den Nachteil, dass es nur zwischen den beteiligten Rechtssubjekten wirkt und damit endet, sobald einer der Grundstückseigentümer wechselt. Öffentlich-rechtlich ist ein Wegerecht auch durch Erklärung gegenüber der Bauaufsichtsbehörde in Form einer Baulast möglich. Diese Baulast (etwa die Feuerwehrzufahrt) begründet kein zivilrechtliches Wegerecht, sichert jedoch im öffentlichen Interesse die Verbindung eines Privatgrundstücks mit einem öffentlichen Weg.
Die Musterbauordnung (MBO) sieht im § 4 "Bebauung der Grundstücke mit Gebäuden" zur Bebaubarkeit von Grundstücken vor:

„Gebäude dürfen nur errichtet werden, wenn das Grundstück in angemessener Breite an einer befahrbaren öffentlichen Verkehrsfläche liegt oder wenn das Grundstück eine befahrbare, öffentlich-rechtlich gesicherte Zufahrt zu einer befahrbaren öffentlichen Verkehrsfläche hat.“

§ 5 "Zugänge und Zufahrten auf den Grundstücken" der MBO formuliert die Anforderungen an den Zugang zu Grundstücken für die Feuerwehr in Abhängigkeit von der Art der Bebauung:

„(1) Von öffentlichen Verkehrsflächen ist insbesondere für die Feuerwehr ein geradliniger Zu- oder Durchgang zu rückwärtigen Gebäuden zu schaffen; zu
anderen Gebäuden ist er zu schaffen, wenn der zweite Rettungsweg dieser Gebäude über Rettungsgeräte der Feuerwehr führt. Zu Gebäuden, bei denen die
Oberkante der Brüstung von zum Anleitern bestimmten Fenstern oder Stellen mehr als 8 m über Gelände liegt, ist in den Fällen des Satzes 1 anstelle eines Zu- oder
Durchgangs eine Zu- oder Durchfahrt zu schaffen. [...] Bei Gebäuden, die ganz oder mit Teilen mehr als 50 m von einer öffentlichen Verkehrsfläche entfernt sind, sind
Zufahrten oder Durchfahrten nach Satz 2 zu den vor und hinter den Gebäuden gelegenen Grundstücksteilen und Bewegungsflächen herzustellen, wenn sie aus Gründen des Feuerwehreinsatzes erforderlich sind. 

(2) Zu- und Durchfahrten, Aufstellflächen und Bewegungsflächen müssen für Feuerwehrfahrzeuge ausreichend befestigt und tragfähig sein; sie sind als solche zu kennzeichnen und ständig frei zu halten ...“

### Öffentliches Straßen- und Wegerecht
Das öffentliche Straßen- und Wegerecht ist öffentliches Sachenrecht. Das öffentliche Wegerecht bestimmt Inhalt und Umfang des Gemeingebrauchs und legt fest, was nicht auf öffentliche Straßen oder Verkehrswege gehört. Als Verkehrswege gelten nach § 68 Abs. 1 TKG öffentliche Wege, Plätze, Brücken und Tunnel sowie die öffentlichen Gewässer. Den Betreibern öffentlicher Telekommunikationsnetze ist für ihre Telekommunikationslinien nach § 68 Abs. 1 TKG eine unentgeltliche Nutzungsberechtigung an diesen Verkehrswegen eingeräumt; es handelt sich um ein Wegerecht kraft Gesetzes.

## Entstehung, Inhalt und Erlöschen
Das dingliche Wegerecht entsteht durch dingliche Einigung und Eintragung im Grundbuch (§ 873 Abs. 1 BGB). Die Eintragung erfolgt beim herrschenden Grundstück als Aktivvermerk im Bestandsverzeichnis, beim dienenden in Abteilung II.
Wegen des sachenrechtlichen Bestimmtheitsgrundsatzes ist das Wegerecht als Teilnutzung genau zu beschreiben, das gilt sowohl für die Beschaffenheit des Weges, seine Nutzbarkeit als auch für seinen Verlauf; im Zweifel ist ein Lageplan anzufertigen. Der Inhalt eines dinglichen Rechts am Grundstück muss stets in der Grundbucheintragung seinen Ausdruck gefunden haben. In der Regel beinhaltet das Wegerecht ein Geh- und Fahrrecht, in der Landwirtschaft auch Reiten oder Viehtrieb. Bei Wohnungen deckt es die Nutzung durch die Hausbewohner, Mieter, Besucher und bei gewerblicher Nutzung auch Kunden. Das Fahrrecht umfasst jedoch nicht das – auch nur kurzzeitige – Abstellen des Fahrzeugs auf dem Weg. Der Rechtsinhaber eines Wegerechts besitzt ein Abwehrrecht von Störungen seines Wegerechtes durch Entziehung oder Vorenthaltung des Wegerechts wie der Eigentümer für sein Grundstückseigentum nach § 903 BGB.
Das Wegerecht erlischt und ist nach § 894 BGB zu löschen, wenn das herrschende Grundstück durch seine vollständige Überbauung den Zugang zum dienenden Grundstück total verloren hat oder ansonsten durch die vom Nutzer des Wegerechts ausgesprochene Löschungsbewilligung.
Im Januar 2020 urteilte der Bundesgerichtshof, dass es kein Wegerecht aus Gewohnheit gibt.

## International
Ähnliche Regelungen bestehen in der Schweiz und in Österreich. In der Schweiz ist das Wegrecht (ohne „e“ geschrieben) ein gemäß Art. 730 ff. ZGB beschränktes dingliches Recht auf Benutzung eines bestehenden Weges, das im Regelfall als Grunddienstbarkeit und ausnahmsweise als Fuß- und Fahrwegrecht zugunsten der Öffentlichkeit in Form der Personaldienstbarkeit im Grundbuch eingetragen wird. Der Begünstigte hat es schonend auszuüben, der Belastete darf die Ausübung weder verhindern noch erschweren (Art. 737 ZGB). Der Inhalt der Wegrechte wie Fußweg, gebahnter Weg, Fahrweg, Zelgweg, Winterweg, Holzweg, ferner der Weiderechte, Holzungsrechte, Tränkerechte, Wässerungsrechte und ähnliches wird, soweit sie für den einzelnen Fall nicht geordnet sind, durch das kantonale Recht und den Ortsgebrauch bestimmt (Art. 740 ZGB). In Österreich nennt man die mit Wegerecht geschützten Wege auch Servitutswege. Sie können ein Geh-, Fahr- oder Viehtriebsrecht beinhalten. Wurde ein Wegerecht bisher nur zur Erreichung eines Einfamilienhauses in Anspruch genommen, stellt die Benützung des Weges durch Gäste im Rahmen einer Fremdenzimmervermietung eine gewerbliche Tätigkeit dar, die eine unzulässige Servitutserweiterung unter der Voraussetzung darstellen kann, dass eine erhebliche Mehrbelastung des dienenden Grundstücks entsteht. In Österreich kennt man zudem die Wegefreiheit des Bürgers in Wald und Bergland, wobei ihm das Forstgesetz für den Wald eine gesetzliche Wegefreiheit zubilligt.